# Salt River
Salt River er en flod i det østlige og centrale Arizona, USA.
Floden er dannet af White River og Black River og løber 322 km mod vest for at forenes med Gila River vest for Phoenix. Salt River's hovedbiflod er Verde River.
Flere dæmninger på floden danner Salt River-vandingsprojektet og indlemmede søer som: Roosevelt Lake, Apache Lake, Canyon Lake og Saguaro Lake. Salt River Valley er en af de største vandede landbrugsområder i det sydvestlige USA, hvor bomuld, citroner og andre frugter, tomater og meloner produceres. Vandingskanaler blev bygget i dalen for hundreder af år siden af Hohokam-folkene.